# Reakcja Kuczerowa
Reakcja Kuczerowa – reakcja chemiczna odkryta w 1881 roku przez rosyjskiego chemika Michaiła Kuczerowa, polegająca na addycji wody do acetylenu, prowadząca do  aldehydu octowego. Zachodzi ona przy obecności katalizatora (soli rtęciowych w środowisku kwasowym). W pierwszym etapie powstaje enol, który ulega szybkiej tautomeryzacji ketonowo-enolowej do formy aldehydowej:
HC≡CH + H
2O → CH
2=CHOH
CH
2=CHOH ⇌ CH
3CHO
W podobny sposób z innych alkinów powstają ketony, np.:
CH
3C≡CH + H
2O → CH
3C(O)CH
3
CH
3C≡CCH
3 + H
2O → CH
3C(O)CH
2CH
3
Reakcja ta była pierwszą przemysłową metodą syntezy acetaldehydu. Później została wyparta przez proces Wackera.